# Дмитриева, Мария Андреевна
Мария Андреевна Дмитриева (21.09.1923 — 05.10.1999) — ткачиха Киржачского шёлкового комбината, Владимирская область, Герой Социалистического Труда (09.06.1966).
Родилась 21 сентября 1923 года в селе Терское ныне Мичуринского района Тамбовской области, девичья фамилия Утешева.
В 1940 г. приехала в Киржач по приглашению старшего брата, который работал помощником мастера на Киржачском шелковом комбинате. Получила профессию ткачихи.
После начала войны добровольцем записалась в РККА, некоторое время служила в зенитной части, но потом её комиссовали по болезни. Вернулась в Киржач на прежнюю работу. Несмотря на то, что уже не была новичком в профессии, стала брать уроки у опытных ткачих.
За счёт изыскания внутренних резервов постоянно увеличивала выработку, ежегодно вырабатывая сверх плана тысячи метров шелковых тканей. Приходила в цех на 15-20 минут раньше, чтобы у сменщицы выявить особенности в работе каждого станка.
Указом Президиума Верховного Совета СССР от 9 июня 1966 года за выдающиеся заслуги в выполнении заданий семилетнего плана и достижение высоких технико-экономических показателей по производству тканей, трикотажу, обуви, швейных изделий и другой продукции легкой промышленности присвоено звание Героя Социалистического Труда с вручением ордена Ленина и золотой медали «Серп и Молот».
Делегат XXIII съезда КПСС (1966). Депутат Верховного Совета РСФСР 8-го созыва (1971—1975).
Перед выходом на пенсию работала инструктором производственного обучения в профтехучилище.
Жила в Киржаче. Умерла 5 октября 1999 года. Похоронена на городском кладбище.
Почетный гражданин Киржачского района (1978).
Награждена орденами Октябрьской Революции (05.04.1971), Отечественной войны 2-й степени (11.03.1985), медалями.